# LiteStep
LiteStep ist eine alternative Benutzeroberfläche (Shell) für Microsoft Windows, die unter der GPL entwickelt wurde. Die Shell ist damit ein Ersatz für die Standardfunktionen ab Windows 95.
Es wurde inspiriert durch AfterStep, das wiederum durch NeXTStep inspiriert wurde. LiteStep wurde ursprünglich bis April 1998 durch Francis Gastellu als Closed-Source-Projekt entwickelt (Version b23). Ein neues Entwicklerteam schrieb es dann neu. LiteStep ist eine der ältesten Windows-Shell-Alternativen. Es basiert auf der Idee eines schmalen Kerns und vielen nachladbaren konfigurierbaren Modulen (DLLs). Durch diese hohe Flexibilität kann jeder Nutzer das System seinen Bedürfnissen anpassen.
Die Weiterentwicklung von LiteStep hatte aufgrund der Zusammensetzung des Entwicklerteams zeitweise Aussetzer. Das Programm wurde aber kontinuierlich weiterentwickelt.
Der Bekanntheitsgrad von LiteStep ist in Deutschland wesentlich geringer als in Ländern wie England, Frankreich und den USA. Das liegt zum einen am Mangel gut ausgebauter Communitys und zum anderen am bisherigen Fehlen einer deutschen Dokumentation zu LiteStep.